# Daniel (profet)

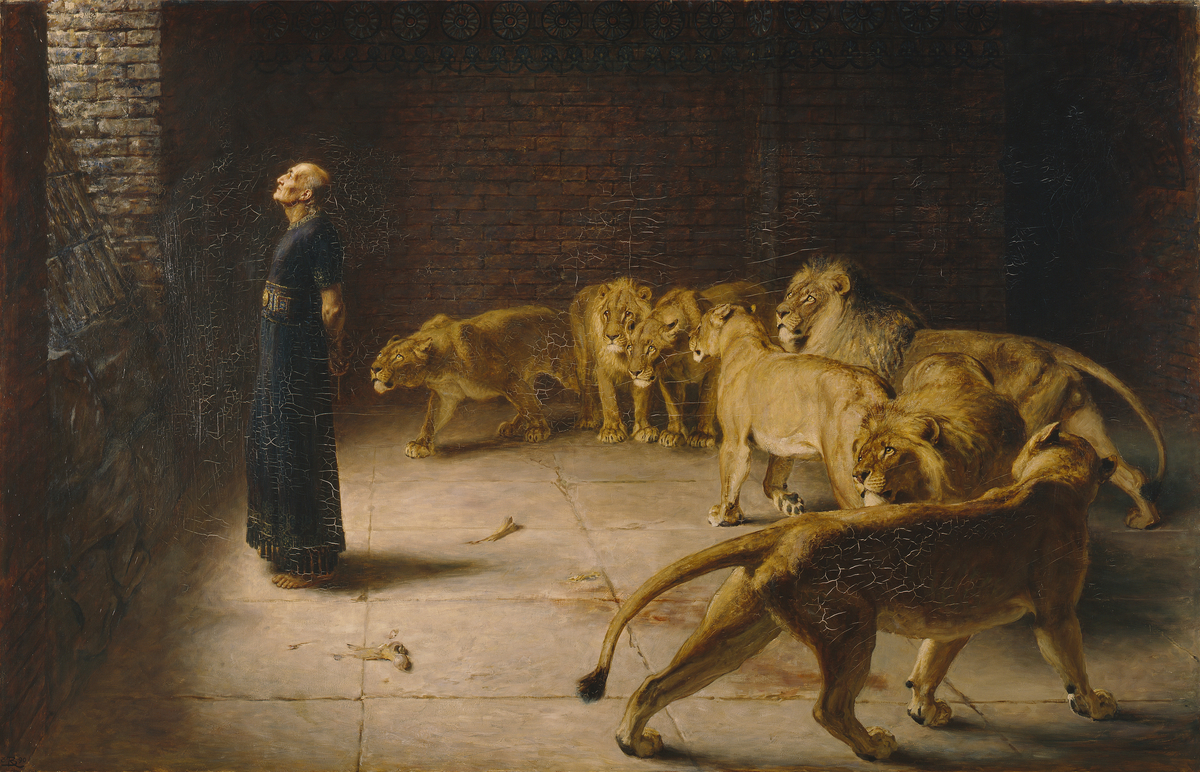
Daniel îi răspunde regelui
(pictură de Briton Rivière)

Daniel (în ebraică: דָּנִיּאֵל, în ebraica modernă: Daniyyel, în tiberiană: Dāniyyêl, cu sensul de Justiție [de la] Dumnezeu sau Dumnezeu este judecătorul meu) este protagonistul din Cartea lui Daniel. Potrivit cărții biblice, la o vârstă fragedă Daniel a fost dus în afara cetății Babilonului, unde a devenit celebru pentru interpretarea viselor și a devenit una dintre cele mai importante figuri de la curtea regelui. În carte Daniel face divinație (manție), ceea ce este condamnat în Deuteronom.
Mai multe detalii din Cartea lui Daniel nu se potrivesc cu faptele istorice cunoscute. Acest lucru este tipic pentru genul literar al povestirii, în care potrivirea cu realitatea istorică nu este un element esențial. De exemplu, Belșațar este prezentat drept rege al Babilonului și drept fiu al lui Nabucodonosor al II-lea, dar era de fapt fiul regelui Nabonid, unul din cei care i-au urmat la tron lui Nabucodonosor, iar Belșațar nu a devenit rege niciodată. Cercetătorii moderni sunt de acord că Daniel este un personaj al unei legende, fiind posibil ca numele său să fi fost ales pentru eroul cărții tocmai din cauza reputației sale de văzător înțelept din tradiția ebraică.
Numele de Daniel înseamnă „Dumnezeu (El) este judecătorul meu”. În timp ce cel mai bine cunoscut Daniel este eroul Cărții lui Daniel, erou care interpretează visuri și primește viziuni apocaliptice, Biblia menționează alți trei indivizi cu acest nume:
1. Cartea lui Ezechiel (14:14, 14:20 și 28:3) se referă la un Daniel legendar pentru înțelepciunea și dreptatea sa. În versetul 14:14, Ezechiel afirmă despre țara păcătoasă a Israelului „chiar dacă Noe, Daniel și Iov ar fi în mijlocul ei, viu sunt Eu, zice Stăpânul Domn, că ei nu i-ar putea scăpa nici pe fiu, nici pe fiică, ci, prin dreptatea lor, și-ar putea scăpa numai sufletele lor.” În capitolul 28, Ezechiel beștelește regele Tirului, întrebând retoric „ești tu mai înțelept ca Daniel?”[8] Autorul Cărții lui Daniel pare să fi preluat acest personaj legendar, renumit pentru înțelepciunea lui, pentru a servi drept personajul său omenesc central.[9]
2. Ezra 8:2 menționează un preot numit Daniel care a venit din Babilon la Ierusalim cu Ezra.[8]
3. Daniel este un fiu al lui David menționat în 1 Cronici 3:1.

Daniel (Dn'il, sau Danel) este de asemenea numele un personaj din legenda Aqhat din Ugarit. (Ugarit a fost un oraș canaanit distrus circa 1200 î.Hr. – tăblița care conține povestea a fost datată circa 1360 î.Hr.) Acest Daniel legendar este cunoscut pentru dreptatea și ințelepciunea sa și drept adept ale zeului El (de aici și numele său), care a făcut cunoscută voința acestuia prin vise și viziuni. Este improbabil că Ezechiel ar fi cunoscut mult mai vechea legendă canaanită, dar pare rezonabil să presupunem că există o legătură între cele două. Autorii poveștilor din prima parte a Cărții lui Daniel nu erau probabil la curent cu Daniel din Ugarit și probabil au împrumutat de la Ezechiel numele eroului lor; autorul viziunilor din a doua parte a cărții a preluat la rândul lui numele eroului său din aceste povești.